# Bouzedjar
Pour les articles homonymes, voir Hadjar.
Bouzedjar est une commune de la wilaya de Aïn Témouchent en Algérie.

## Géographie

### Situation
| Mer Méditerranée | Mer Méditerranée | Aïn El Kerma (Wilaya d'Oran) |
| Mer Méditerranée | Bouzedjar        | Aïn El Kerma (Wilaya d'Oran) |
| El Messaid       | El Messaid       | El Amria                     |

## Histoire
La région de Bouzedjar jusqu'a la plaine des andalouse à l'est et Targa à l'ouest , est considéré comme le foyer historique de la tribu  zenète berbère arabophone " Ghamra "  

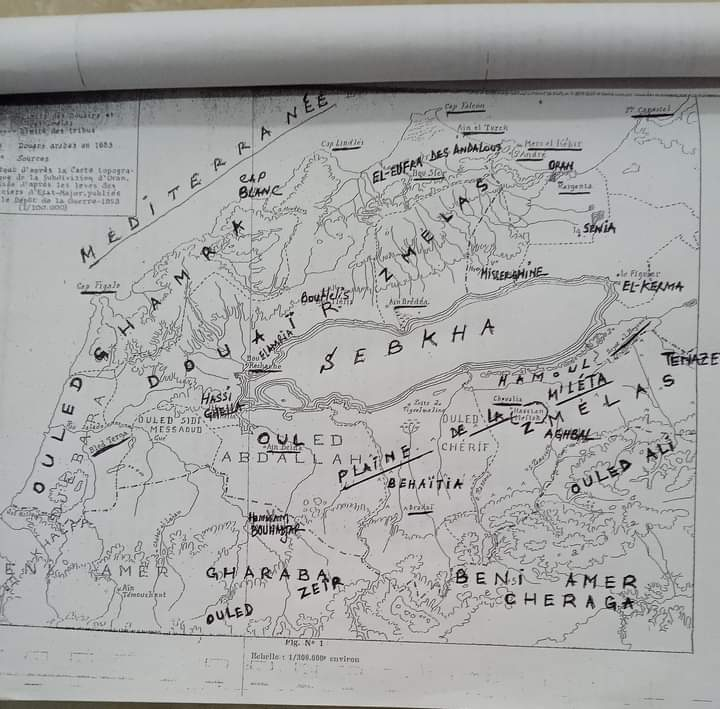
Territoire des Ghamras d'Oran en XIXe siècle.

## Économie

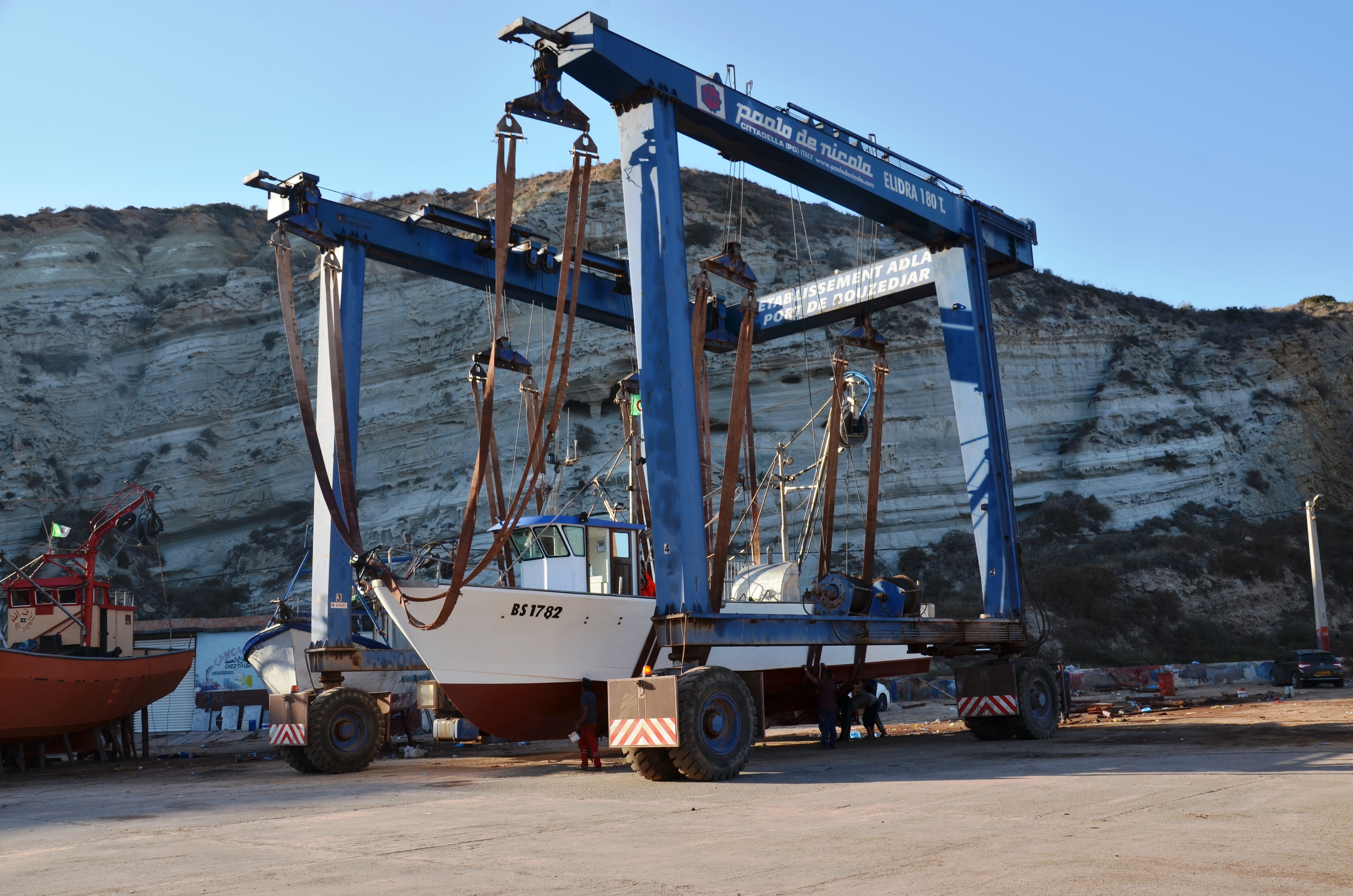
Rénovation des bateaux de pêche à Bouzedjar.